# Nachtjagdgeschwader 4
La Nachtjagdgeschwader 4 (NJG 4) (4e escadre de chasse nocturne) est une unité de chasseurs de nuit de la Luftwaffe pendant la Seconde Guerre mondiale.

## Opérations
Le NJG 4 combattit sur chasseurs bimoteurs Bf 110, Ju 88 et Do 217.

## Organisation

### Stab
Le Stab./NJG 4 est formé le 18 avril 1941 à Metz, sur le terrain de Metz-Frescaty.
Geschwaderkommodore (commandant d'escadre) :
| Début            | Fin              | Grade          | Nom                      |
| ---------------- | ---------------- | -------------- | ------------------------ |
| 18 avril 1941    | 20 octobre 1943  | Major          | Rudolf Stoltenhoff       |
| 20 octobre 1943  | 14 novembre 1944 | Oberstleutnant | Wolfgang Thimmig (en)    |
| 14 novembre 1944 | 8 mai 1944       | Major          | Heinz-Wolfgang Schnaufer |

### I. Gruppe
Formé en septembre 1942 à Florennes à partir d'éléments du Stab I./NJG 3 et Stab III./NJG 4 avec :
- Stab I./NJG 4 nouvellement créé
- 1./NJG 4 à partir de la 9./NJG 1
- 2./NJG 4 à partir de la 2./NJG 3
- 3./NJG 4 à partir de la 9./NJG 4

En avril 1943, la 2./NJG 4 devient 12./NJG 5 et une nouvelle 2./NJG 4 est formée à partir des restes du I./NJG 4.
Le I./NJG4 est réduit à la seule 1./NJG 4 le 30 mars 1945 quand le Stab., 2. et 3./NJG 4 sont dissous.
Gruppenkommandeur (Commandant de groupe) :
| Début              | Fin           | Grade     | Nom                 |
| ------------------ | ------------- | --------- | ------------------- |
| 1er septembre 1942 | Décembre 1944 | Major     | Wilhelm Herget (en) |
| Décembre 1944      | 8 mai 1945    | Hauptmann | Hans Krause         |

### II. Gruppe
Formé en avril 1942 à Laupheim avec :
- Stab II./NJG 4 nouvellement créé
- 4./NJG 4 nouvellement créée
- 5./NJG 4 à partir de la 5./ZG 26
- 6./NJG 4 nouvellement créée

Au 1er janvier 1943, la 6./NJG 4 devient 11./NJG 4 et une nouvelle 6./NJG 4 est formée à partir des restes du II./NJG 4.
Le 30 mars 1945, le II./NJG 4 est réduit à la 4./NJG 4, lorsque le Stab., 5. et 6./NJG 4 sont dissous.

Gruppenkommandeur :
| Début            | Fin             | Grade     | Nom                    |
| ---------------- | --------------- | --------- | ---------------------- |
| ?                | ?               | ?         | ?                      |
| 1er octobre 1942 | 13 janvier 1943 | Hauptmann | Theodor Rossiwall (en) |
| 13 janvier 1943  | Février 1944    | Hauptmann | Heinrich Griese        |
| Février 1944     | 20 mai 1944     | Hauptmann | Hans Autenrieth        |
| 20 mai 1944      | 22 juin 1944    | Hauptmann | Gerhard Rath           |
| 22 juin 1944     | 8 mai 1945      | Hauptmann | Hubert Rauch           |

### III. Gruppe
Formé en mai 1942 à Mayence-Finthen avec :
- Stab III./NJG 4 nouvellement créé
- 7./NJG 4 à partir de la 1./NJG 1
- 8./NJG 4 à partir de la 8./NJG 1
- 9./NJG 4 à partir de la 4./NJG 1

Au 1er janvier 1943, la 8./NJG 4 devient 10./NJG 4 et une nouvelle 8./NJG 4 est formée avec les restes du III./NJG 4.
Le 30 mars 1945, le III./NJG 4 est réduit à la 7./NJG 4 lorsque le Stab., 8. et 9./NJG 4 sont dissous.
Gruppenkommandeur :
| Début           | Fin             | Grade     | Nom                 |
| --------------- | --------------- | --------- | ------------------- |
| 1er mai 1942    | 22 juin 1943    | Major     | Kurt Holler         |
| 23 juin 1943    | 6 décembre 1944 | Hauptmann | Hans-Karl Kamp      |
| 6 décembre 1944 | 8 mai 1945      | Hauptmann | Ludwig Meister (en) |

### IV. Gruppe
Formé le 1er janvier 1943 à l'aéroport de Mainz-Finthen avec :
- Stab IV./NJG 4 nouvellement créé
- 10./NJG 4 à partir de la 8./NJG 4
- 11./NJG 4 à partir de la 6./NJG 4
- 12./NJG 4 nouvellement créée

Le 1er août 1943, le Stab IV./NJG 4 est renommé I./NJG 6 avec :
- Stab IV./NJG 4 devient Stab I./NJG 6
- 10./NJG 4 devient 1./NJG 6
- 11./NJG 4 devient 2./NJG 6
- 12./NJG 4 devient 3./NJG 6

Gruppenkommandeur :
| Début            | Fin           | Grade | Nom                   |
| ---------------- | ------------- | ----- | --------------------- |
| 1er janvier 1943 | 1er août 1943 | Major | Heinrich Wohlers (en) |

### Schulstaffel
Sa formation est planifiée en octobre 1944 à Mayence-Finthen, mais a été annulée.

## As de la NJG 4
- Wilhelm Hergert : 57 victoires sur 73[2]
- Reinhard Kollak : 41 sur 49[3]
- Ludwig Meister : 36 sur 39[4]
- Helmut Bergmann : 35 sur 35[5]
- Hubert Rauh : 30 sur 31[6]
- Jakob Schaus : 23 sur 23[7],[8]
- Heinz-Wolfgang Schnaufer : 21 sur 121[9]